# تورنيت 3: إل بروتكتور
تورنيت 3: إل بروتكتور (بالإسبانية: Torrente 3: El protector)‏ ، هي فيلم إسباني من نوع كوميديا السوداء ، أنتجت سنة 2005م ، وبلغ إيرادات الفيلم بمبلغ أكثر من 18 مليون يورو.